# Kanton Brienon-sur-Armançon
Kanton Brienon-sur-Armançon (fr. Canton de Brienon-sur-Armançon) je francouzský kanton v departementu Yonne v regionu Burgundsko-Franche-Comté. Skládá se z 36 obcí. Před reformou kantonů 2014 ho tvořilo 10 obcí.

## Obce kantonu
od roku 2015:
| - Arces-Dilo - Bagneaux - Bellechaume - Bœurs-en-Othe - Brienon-sur-Armançon - Cérilly - Cerisiers - Champlost - Chigy - Les Clérimois - Coulours - Courgenay - Esnon - Flacy - Foissy-sur-Vanne - Fontaine-la-Gaillarde - Fournaudin - Lailly | - Malay-le-Petit - Mercy - Molinons - Noé - Paroy-en-Othe - Pont-sur-Vanne - La Postolle - Saint-Maurice-aux-Riches-Hommes - Saligny - Les Sièges - Theil-sur-Vanne - Vareilles - Vaudeurs - Vaumort - Venizy - Villechétive - Villeneuve-l'Archevêque - Villiers-Louis |

před rokem 2015:
- Bellechaume
- Brienon-sur-Armançon
- Bussy-en-Othe
- Chailley
- Champlost
- Esnon
- Mercy
- Paroy-en-Othe
- Turny
- Venizy